# Микаил ибн Сельджук
Микаил ибн Сельджук —  тюркский вождь, начала XI века. Являлся сыном Сельджука, известного как основатель династии Сельджуков. Хотя его внуки станут султанами после его смерти, Сельджук был всего лишь вождём племени по имени кынык, которое было частью слабо сформированной конфедерации огузских тюрков (см. Государство огузских ябгу). Микаил был одним из сыновей Сельджук-бека. Как и другие огузы, Сельджук и его сыновья изначально не были мусульманами, но, после обращения в ислам, начали воевать против немусульман. Микаил погиб в одном из таких боёв. Хотя точная дата его смерти неизвестна, это должно было быть в начале XI века (1009 г.?). У Микаил-бека было два сына: Чагры-бек (989—1060) и Тогрул-бек (990—1063), которые основали Сельджукскую империю. Чагры-бек является предком всех более поздних Сельджукских султанов (кроме Сельджуков из Рума).